# Ардон (река)

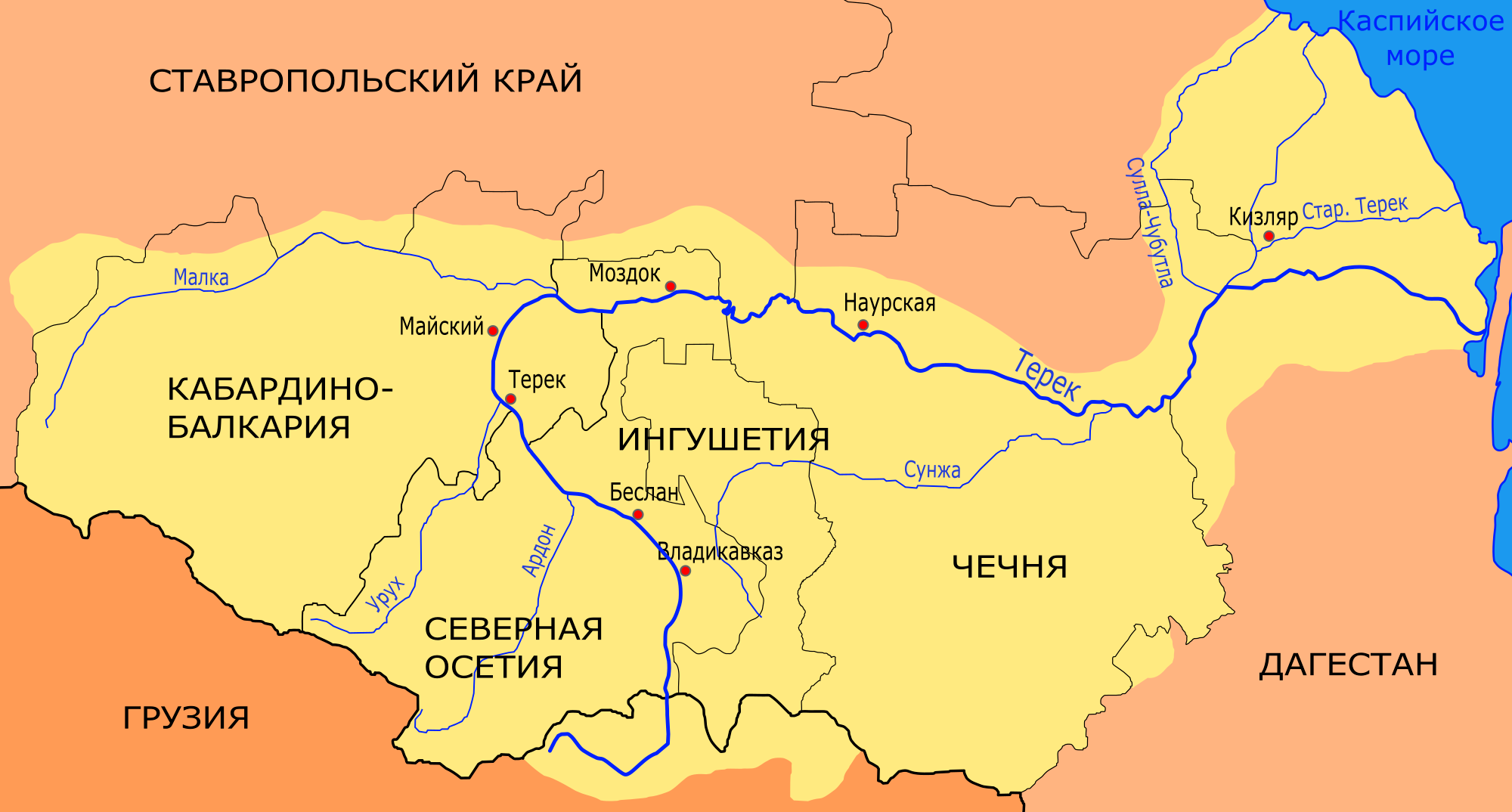
Бассейн Терека

Ардо́н (осет. Æрыдон — «бешеная река») — река на Северном Кавказе в Северной Осетии, левый приток Терека.
Длина реки — 102 км, площадь бассейна — 2700 км².
Ардон образуется от слияния рек Мамисондон, Нардон, Адайком и Цмиакомдон, которые в свою очередь берут начало в ледниках Главного Кавказского хребта. Ардон протекает по территории Северо-Осетинского заповедника. До выхода на предгорную Осетинскую равнину река течёт по глубокому Алагирскому ущелью. По ущелью проходит Транскавказская автомагистраль, связывающая через Рокский перевал Северную Осетию с Южной. Другая Военно-Осетинская дорога через Мамисонский перевал идёт к грузинскому городу Они. В ущелье Ардона и его притоков расположено Садонское месторождение свинцово-цинковых руд, посёлки Бурон, Садон, Верхний Згид, Мизур, покинутые селения Холст, Джими, Луар и др.
У города Алагир река выходит на равнину, где её воды используются для орошения.
В 7 км от впадения Ардона в Терек расположен город Ардон. Недалеко от устья Ардон принимает крупнейший правый приток Фиагдон.
На участке реки протяженностью около 16 км от села Нижний Зарамаг до впадения реки Баддон расположен каскад действующих Зарамагских ГЭС, включающий в себя Головную ГЭС мощностью 15 МВт и Зарамагскую ГЭС-1 мощностью 346 МВт.
Возможно строительство Зарамагской ГЭС-2 мощностью 72,9 МВт. Ранее также планировалось строительство Зарамагской ГЭС-3 (Тамискской) мощностью 46 МВт.

## Фотографии

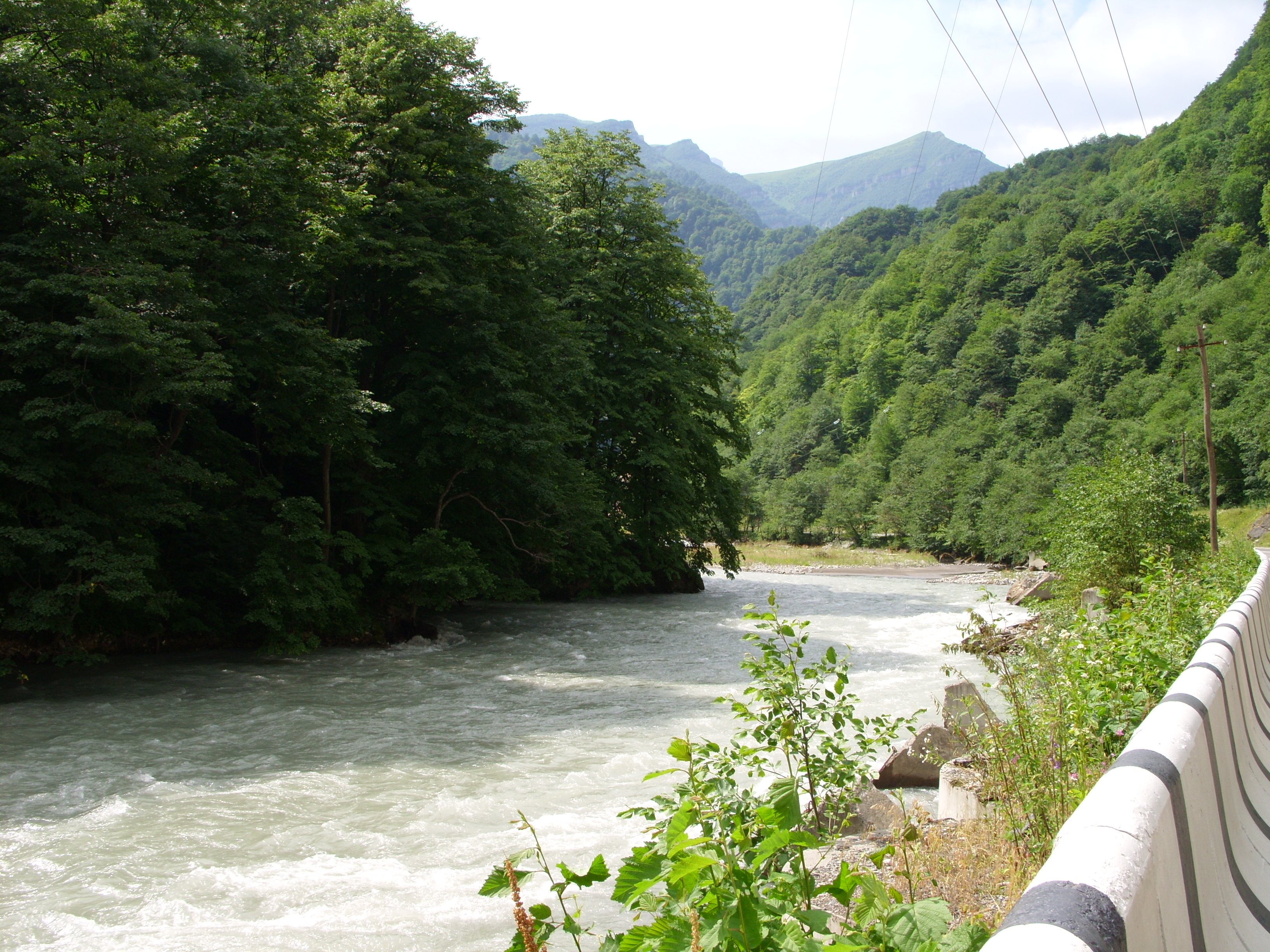
Ардон в окрестностях Алагира
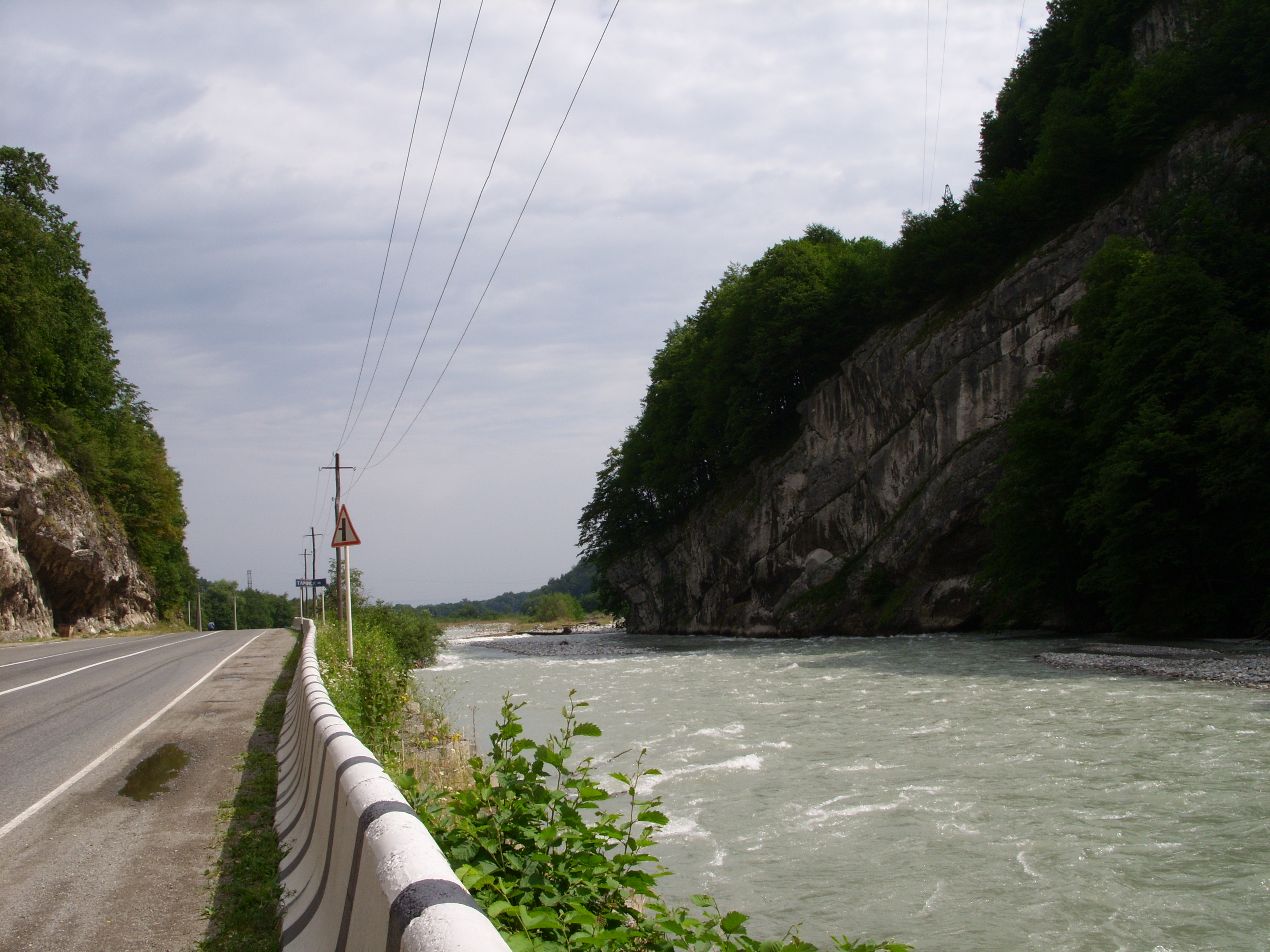